# هيثم عبيد
هيثم عبيد هو لاعب كرة قدم تونسي في مركز الوسط، ولد في 22 سبتمبر 1965. لعب مع الترجي الرياضي التونسي.

## وصلات خارجية
- هيثم عبد على موقع الاتحاد الدولي (مؤرشف)  (الإنجليزية)
- هيثم عبد على موقع ناشيونال فوتبول تيمز (الإنجليزية)
- هيثم عبد على موقع أوليمبيديا (الإنجليزية)